# Pieniński Pas Skałkowy

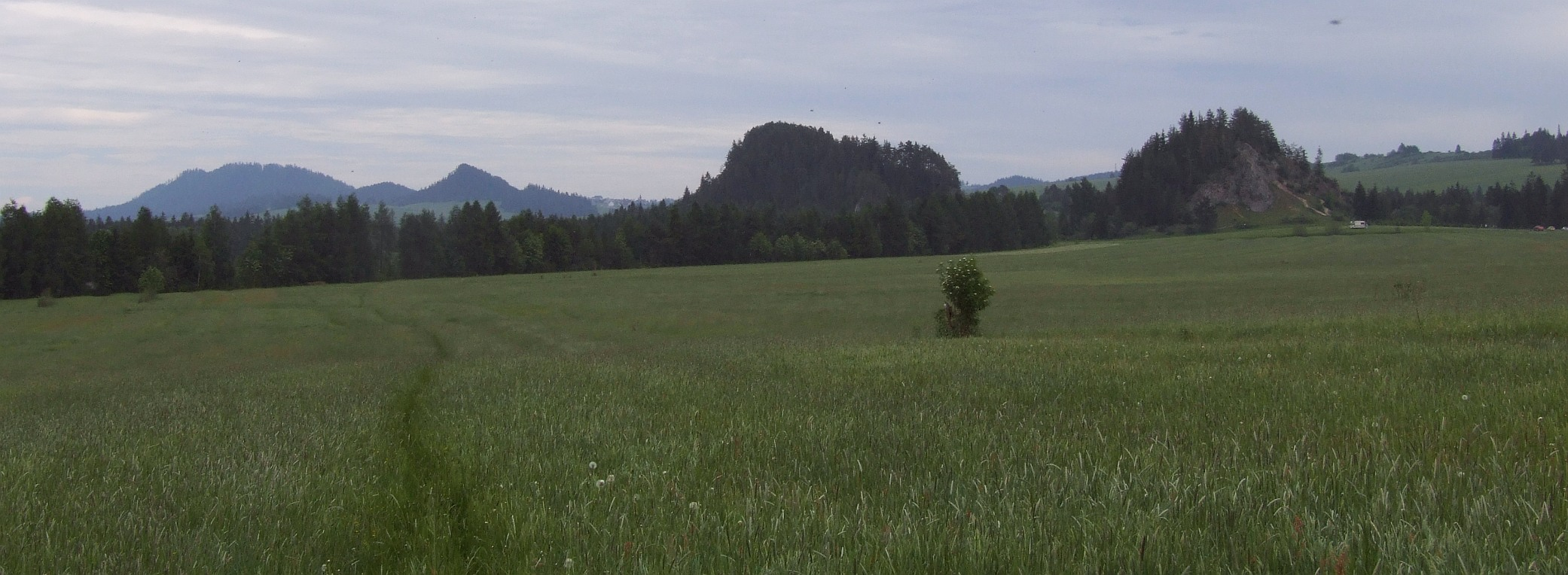
Obłazowa, Kramnica i Pieniny Spiskie

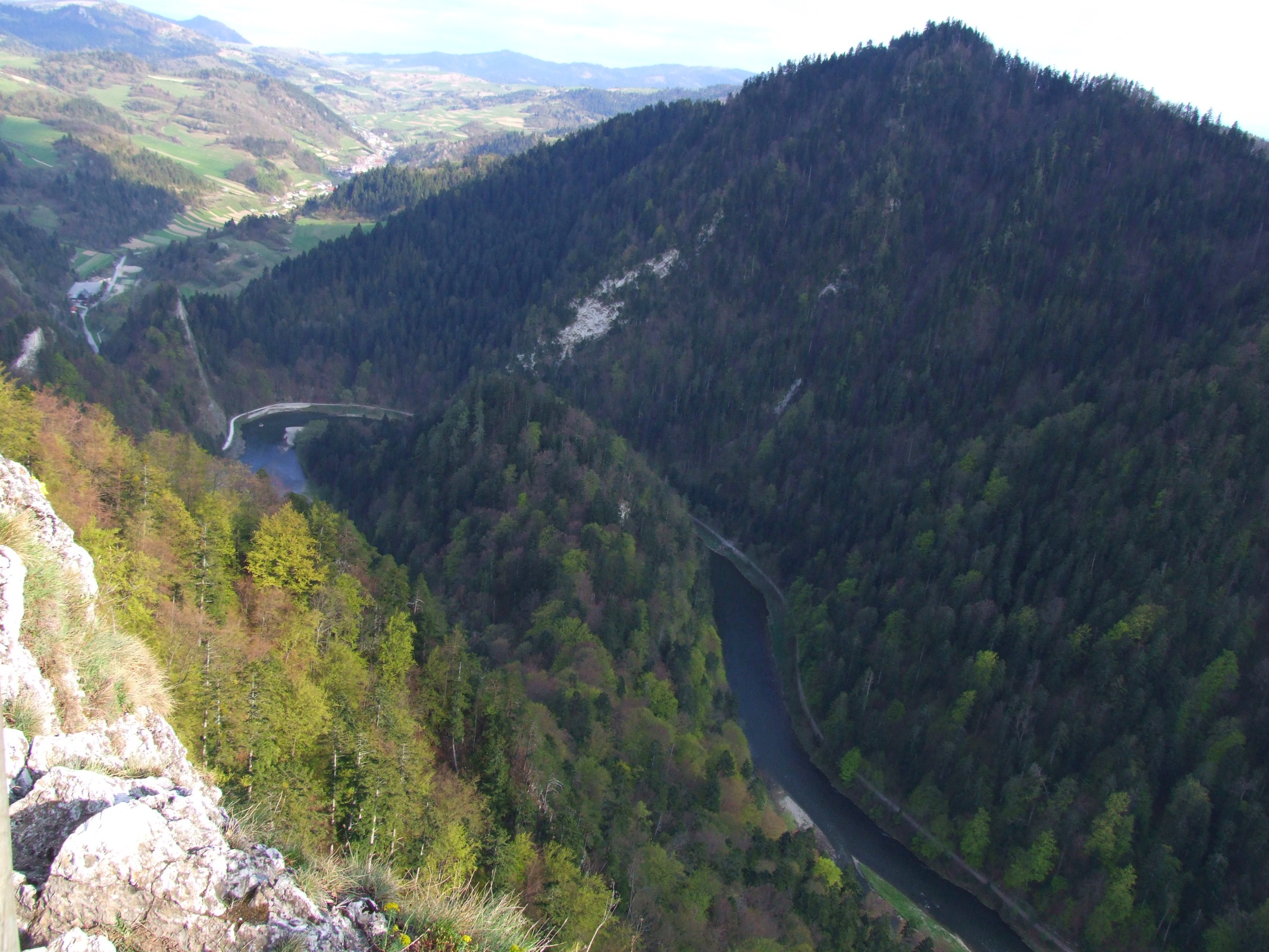
Przełom Dunajca przez Pieniny

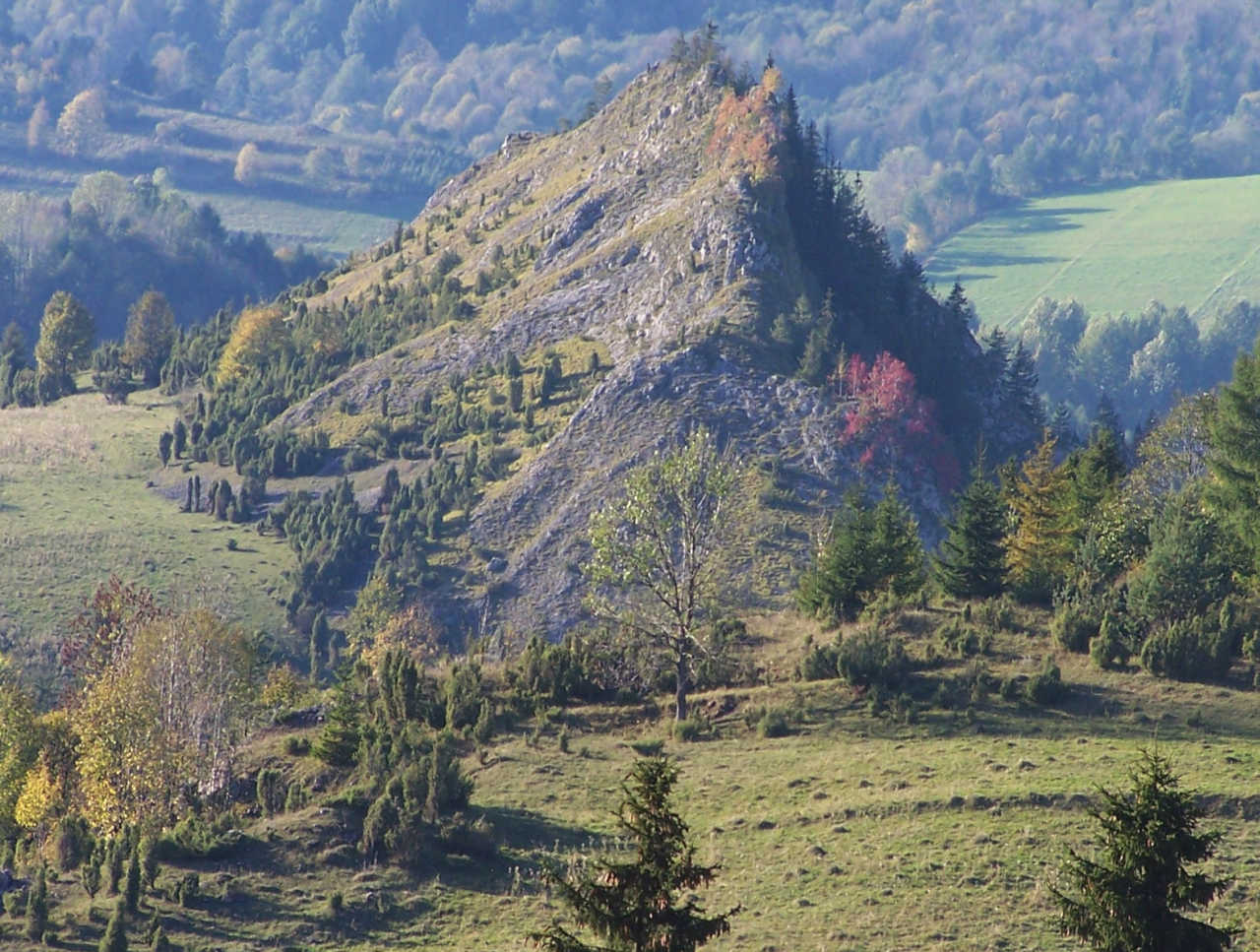
Smolegowa Skała

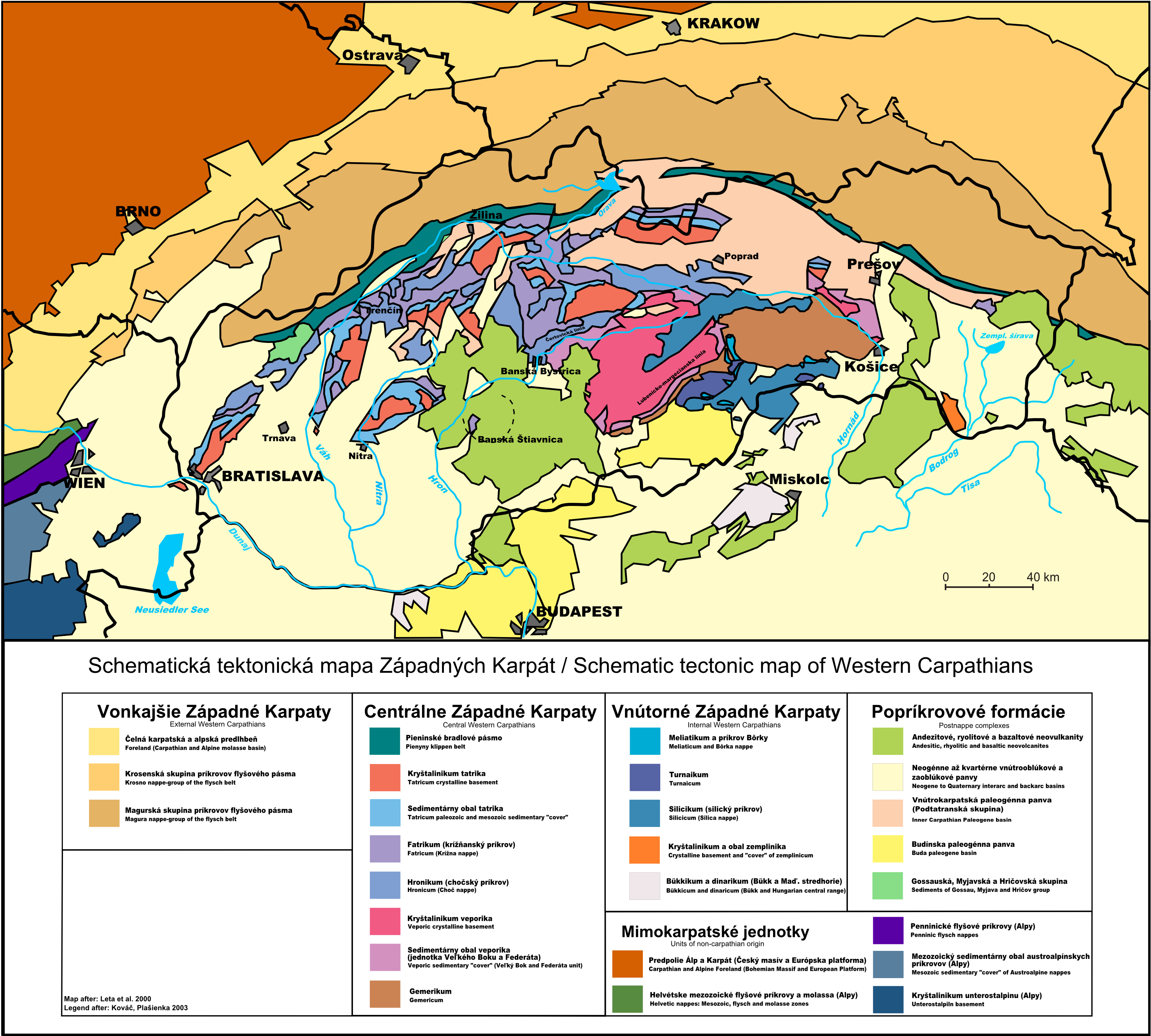
Mapa geologiczna Karpat Zachodnich – Pieniński Pas Skałkowy (ciemnoniebieski) oddziela Karpaty Zewnętrzne od Karpat Centralnych

Pieniński Pas Skałkowy, Pieniński Pas Skalicowy – wąski pas skał, zbudowany głównie z mało odpornych na wietrzenie wapieni, margli, łupków ilastych i iłowców kredowych, wśród których występują łuski, bryły lub soczewy odporniejszych wapieni jurajskich. Wyznacza on granicę między Karpatami Zewnętrznymi a Karpatami Wewnętrznymi (na terenie Polski Karpatami Centralnymi). Tworzy wygięty na północ łuk o długości ok. 600 km i szerokości od kilkuset metrów do 20 km, od okolic Wiednia aż po Karpaty Marmaroskie w Rumunii. Nie tworzy jednak zwartego masywu górskiego, ponieważ na większości swojego obszaru przykryty jest trzecio- i czwartorzędowymi osadami. Miejscami wapienie jurajskie wyodrębnione w wyniku procesu denudacji wychodzą na powierzchnię w postaci izolowanych stromych form skalnych, na terenie Słowacji i Polski tworząc niewielki łańcuch górski.
Występująca w języku polskim nazwa Pieniński Pas Skałkowy wywodzi się od nazwy grupy górskiej, którą buduje w granicach Polski i jest na ogół rozszerzana na całość formacji na obszarze wszystkich krajów. W innych językach formacja ta nazywana może być zupełnie inaczej (słow. Pieninské bradlové pásmo lub Bradlové pásmo, ang. Pieniny Klippen Belt).
W granicach Polski ma on ok. 50 km długości i do 6 km szerokości. W jego skład wchodzą (w kierunku od zachodu na wschód): Skalice Nowotarskie, Pieniny Spiskie, Pieniny Czorsztyńskie, Pieniny Właściwe, Małe Pieniny. Rozpoczyna się w okolicach wsi Stare Bystre na zachód od Nowego Targu. Jego zachodnia część, sięgająca do Dursztyna, to pasmo izolowanych, częściowo zalesionych skałek, wyrastających z wyrównanej powierzchni Kotliny Nowotarskiej. Wśród nich najważniejsze to: Szeligówka 711 m, Skałka Rogoźnicka 708 m, Ranisberg 738 m, Cisowa Skała 686 m i Grzebieniowa Skała, Obłazowa 670 m, Kramnica 688 m, Skałki Dursztyńskie. Bardziej znana i bardziej wybitna część wschodnia tworzy masyw górski – Pieniny z najwyższym szczytem Wysokie Skałki (Wysoka; 1052 m).
Na Słowacji do Pienińskiego Pasa Skałkowego należą m.in.: Brančské bradlá na Pogórzu Myjawskim, Rochovica i Brodnianka na północ od Żyliny, Veľké Vreteno, Steny z Ľadonhorą, Pieniny, Litmanowskie Skałki, Jarzębiński Przełom, Udolskie Skałki, Slatina pri Šarišskom Jastrabí, Okrúhly kopec, Spiací mních, Zámok.
Pieniński Pas Skałkowy dzieli się na wiele pomniejszych jednostek tektonicznych, ale tylko niektóre z nich ciągną się wzdłuż całego pasma. Najważniejsze to:
- jednostka czorsztyńska
- jednostka kysucka
- jednostka niedzicka lub jednostka czertezicka
- jednostka klapska
- jednostka orawska
- jednostka manińska[1].

Najstarsze skały pochodzą ze środkowej jury do górnej kredy. Leżą one w pozycji normalnej, z niewielkimi lukami stratygraficznymi.
Pieniński Pas Skałkowy wyróżniał już Stanisław Staszic, po raz pierwszy zaś do nauki nazwę tę wprowadził węgierski geolog Melchior Neumayr w 1871 r.